# Гайльтальские Альпы
Гайльтальские Альпы (нем. Gailtaler Alpen, Drauzug) — горная цепь в Южных Известняковых Альпах в Австрии. Расположены между реками Драва и Гайль и проходят через южную часть Восточного Тироля. Западная группа Гайльтальских Альп известна как Лиенцевские Доломиты, которые иногда рассматриваются как отдельная гряда.

## География
Протяжённость Гайльтальских Альп — около 100 км. Хребет сужается на западе, простираясь от долины Гайля на юге до Дравы на севере. В углублении между Гайльтальскими Альпами и горой Гольдек на высоте 930 м над уровнем моря находится озеро Вайсензе, самое высокогорное озеро для купания в Австрии.

## Массивы

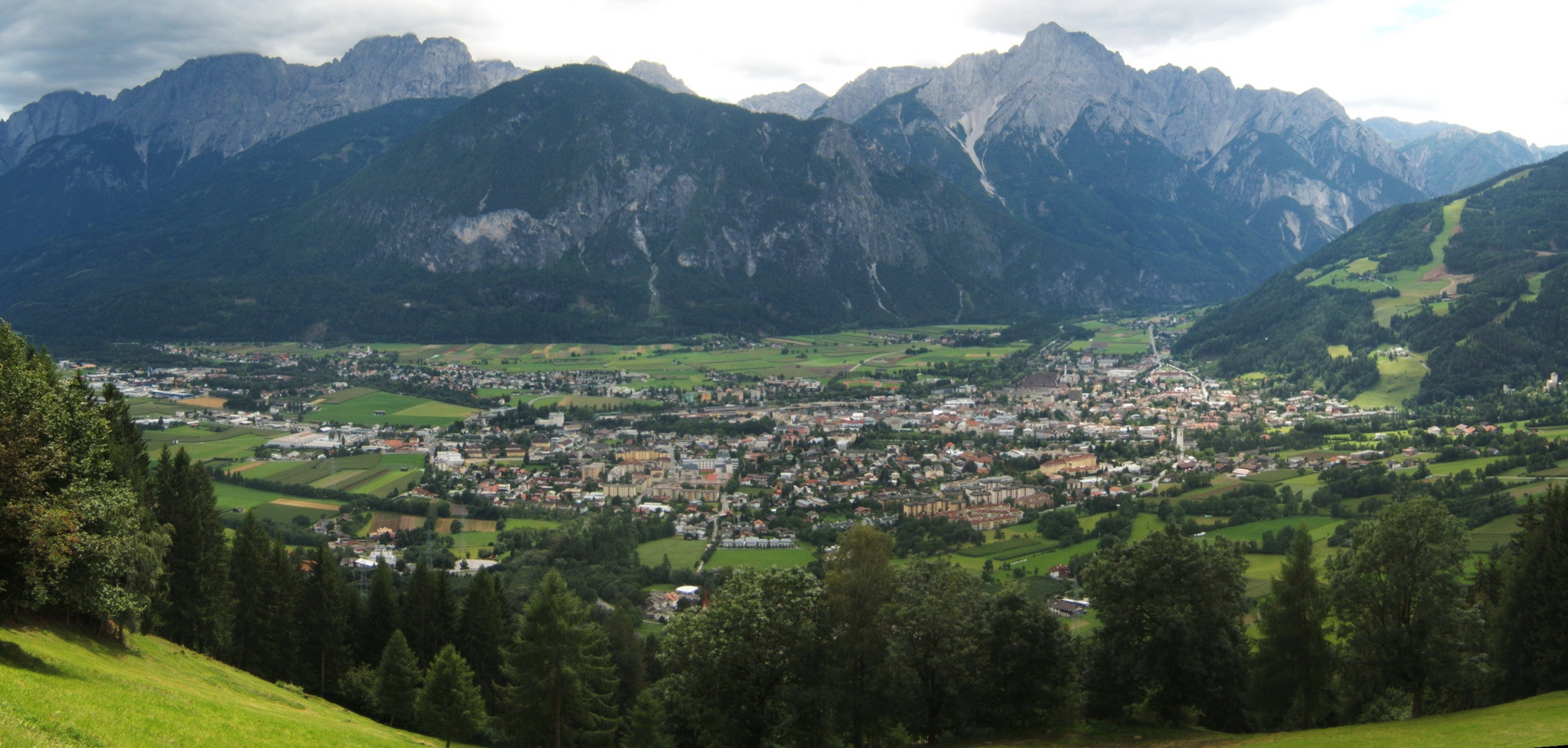
Лиенцевские Доломиты и Лиенц

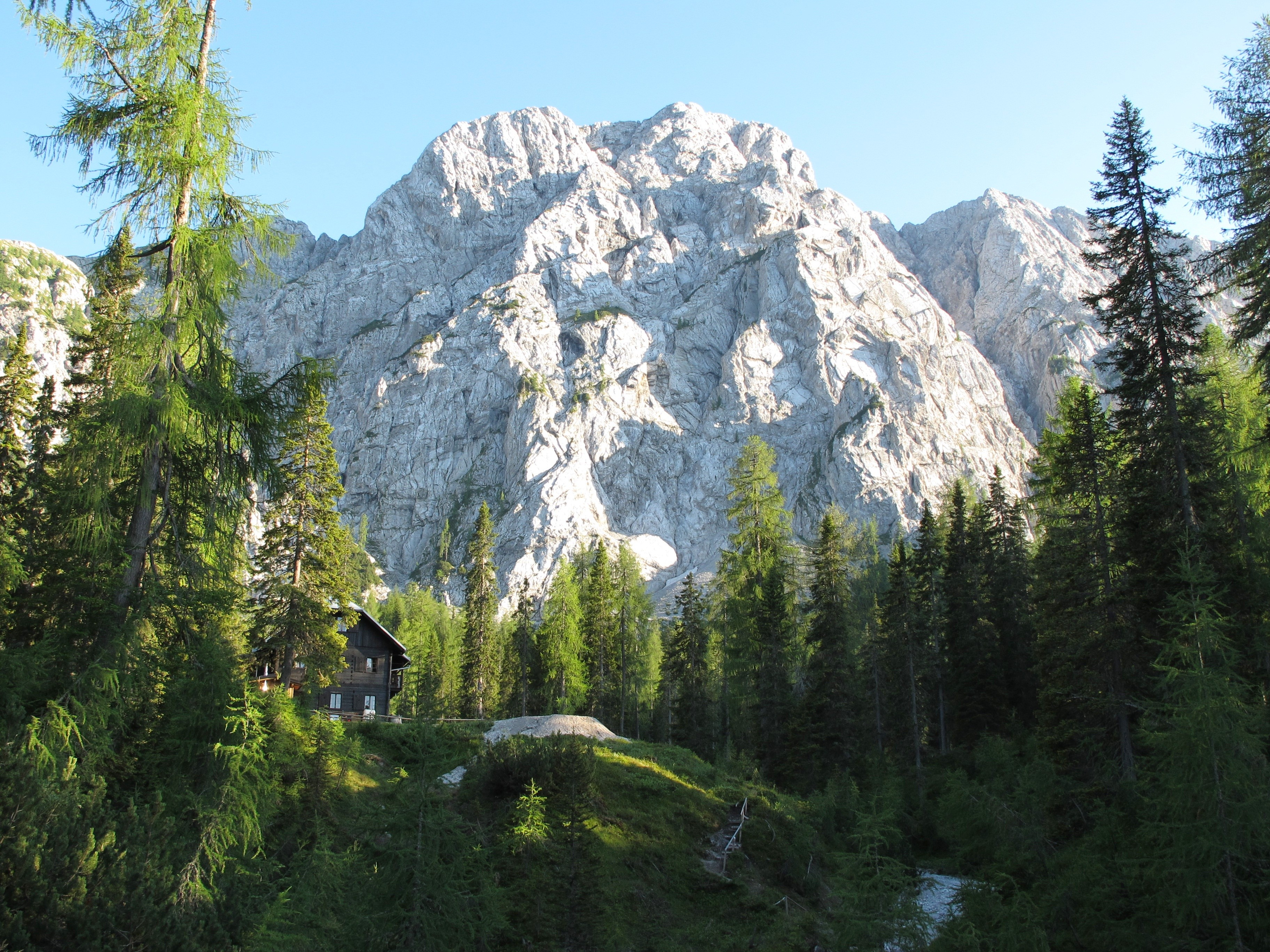
Вершина Райскофель

Гайльтальские Альпы можно разделить на следующие пять массивов в направлении с востока на запад, разделённых ложбинами и долиной Вайсензе:
- Лиенцевские Доломиты и Лиенц. Лиенцские Доломиты, протянувшиеся на 40 км от перевала Картитшер Саттель к востоку от Зиллиана до перевала Гайльбергсаттель возле Обердраубурга. Самые высокие пики массива: Гроссе Зандшпитце (2770 м) и Шпицкофель (2718 м) к югу от Лиенца, Гамсвизеншпитце (2486 м) и Люмкофель (2287 м).
- Драузуг, или собственно Гайльтальские Альпы, простирающиеся примерно на 65 км от перевала Гайльбергсаттель до слияния Дравы и Гейля возле Филлаха:
  - Горная группа Райскофель, между перевалами Гайльбергсаттель и Кройцбергсаттель к югу от Грайфенбурга. Самые высокие пики массива: Райскофель (2 371 м), массив Яукен с высочайшей вершиной Торкофель (2275 м), Шпицкофель (2223 м) и Саттельнок (2033 м).
  - Группа Лачур, между долиной озера Вайсензе и излучиной Дравы около Заксенбурга. Самая высокая вершина: Латшур (2236 м).
  - Группа Шпитцегель к юго-востоку от озера Вайсензе между перевалом Кройцбергсаттель и Бад-Блайбергом. Самая высокая вершина: Шпитцегель (2119 м).
  - Добрач, или Филлаховые Альпы. Самая высокая вершина 2166 м. Это самые восточные предгорья Гайльтальских Альп с природным заповедником Шютт.